# Luehea candida
Luehea candida är en malvaväxtart som först beskrevs av Dc., och fick sitt nu gällande namn av Carl Friedrich Philipp von Martius. Luehea candida ingår i släktet Luehea och familjen malvaväxter. Inga underarter finns listade i Catalogue of Life.